# Chad Hansen
Timothy Chad Hansen (Fillmore, 18 gennaio 1995) è un giocatore di football americano statunitense che milita nel ruolo di wide receiver nella National Football League  (NFL).

## Carriera

### New York Jets
Hansen al college giocò a football con i California Golden Bears dal 2015 al 2016. Fu scelto nel corso del quarto giro (141º assoluto) nel Draft NFL 2017 dai New York Jets. Debuttò come professionista subentrando nella gara del primo turno contro i Buffalo Bills  senza ricevere alcun passaggio. I primi 3 li ricevette nella settimana 10 contro i Tampa Bay Buccaneers.